# 中華民國陸軍澎湖防衛指揮部

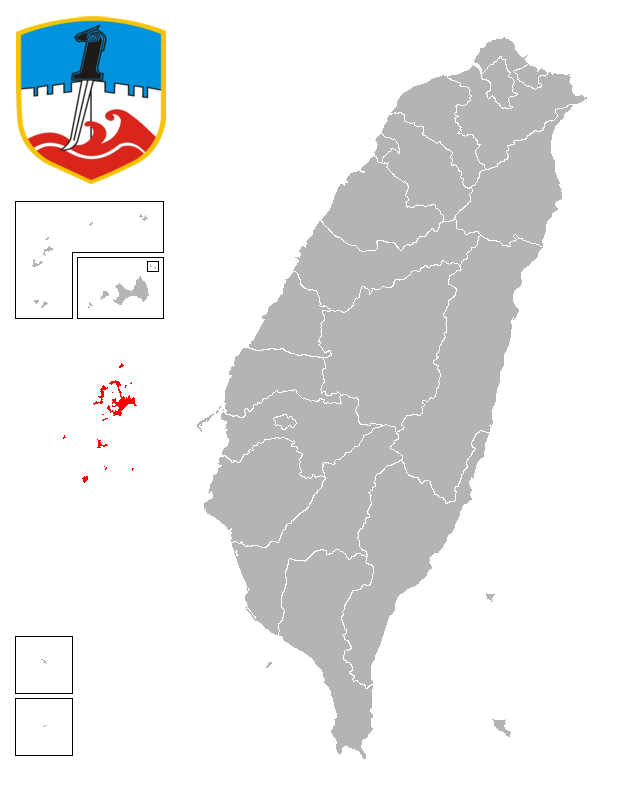
陸軍澎湖防衛指揮部的轄區範圍臺灣離島澎湖縣全縣。

陸軍澎湖防衛指揮部（英語：Penghu Defense Command，簡稱「陸軍澎湖防衛部、陸軍澎防部、澎防部」，隊名：「鎮疆部隊  )，為中華民國陸軍下轄防衛指揮部之一，係中華民國國軍駐守於臺灣離島澎湖縣的陸軍部隊，總兵力約8,000人，指揮官編階陸軍中將。戰時負責第一作戰區的作戰指揮和軍事管制，前身為陸軍第四十三軍（臺南軍）。

## 沿革
- 1949年，「陸軍澎湖防守司令部」成立於澎湖縣馬公市，由第十二綏靖區司令部兼陸軍第四十軍司令部改組編成[2]，司令李振清中將。
- 1949年年底，改名「陸軍澎湖防衛司令部」，隸屬東南軍政長官公署。 [2]
- 1950年4月，改隸陸軍防衛司令部。[2]
- 1958年7月，改隸陸軍總司令部。[2]
- 1969年嘉禾案，改由陸軍第四十三軍司令部兼防澎湖防衛司令部。[2]
- 1984年崑崙案，陸軍第四十三軍司令部不再兼澎湖防衛司令部，第四十三軍移防回台灣本島，正式專設澎湖防衛司令部。[2]
- 1986年，澎湖防衛司令部與陸軍168師部併編，師部保留番號，改為戰時編制，師屬部隊平時隸屬澎湖防衛司令部，戰時則歸陸軍168師建制[3]。
- 1991年，陸精七號案實施，168師裁撤，原屬編成503旅，直隸澎湖防衛司令部管制[3]。
- 1999年，「精實案」原503旅改編為聯兵旅，改編為168旅，原戰車703群擴編為裝甲503旅[3]。
- 2006年3月，因應《國防部組織法》，更銜為「陸軍澎湖防衛指揮部」迄今，同時步兵168旅與裝甲503旅均予裁撤縮編[3]。

## 指揮管轄
- 陸軍澎湖防衛指揮部
- 指揮官 一位 中將
  - 副指揮官 一位 少將
  - 參謀長 一位 少將
    - 副參謀長 一位 上校

  - 政戰主任 一位 上校
    - 政戰副主任 一位 上校
    - 士官督導長 一位 士官長

## 編制

### 直屬單位
- 本部連
- 憲兵排
- 反裝甲連
- 防空連
- 步兵營（前身為幹訓班）
  -     - 戰鬥支援連
    - 步兵第一連
    - 步兵第二連
    - 步兵第三連
    - 火力支援連

### 下轄單位
- - 裝騎營
    - 營部連
    - 裝騎一連
    - 裝騎二連

  - 戰車營
    - 營部連
    - 戰一連
    - 戰二連
    - 戰三連

  - 機械化步兵營
    - 營部連
    - 機械化步兵第一連
    - 機械化步兵第二連
    - 戰車第一連

  - 混合砲兵營 
    - 營部連
    - 砲兵第一連
    - 砲兵第二連
    - 砲兵第三連

### 配屬單位
- 陸軍第一地區支援指揮部（簡稱一支部） 指揮官 一位 上校
- 陸軍航空特戰指揮部兩棲偵察營(偵二連) - 海龍部隊[1]:4

## 歷任首長

### 司令
- 李振清中將（1949年－1952年）；任內爆發澎湖七一三事件
- 闕漢騫中將（1952年－1953年）
- 劉安祺中將（1953年－1955年）
- 胡宗南二級上將（1955年－1959年）；唯一以二級上將階出任
- 李運成中將（1959年－1963年）
- 尹俊中將（1963年－1965年）
- 艾靉中將（1965年－1967年）
- 郭永中將（1967年－1969年）
- 蔡人昌中將（1969年－1971年）
- 周菊村中將（1971年－1972年）
- 李家駒中將（1972年－1973年）
- 羅漢清中將（1973年－1975年）
- 朱致遠中將（1975年－1976年）
- 蔡新中將（1976年－1978年）
- 寧鴻賓中將（1978年－1979年）
- 陶光遠中將（1979年－1982年）
- 黃幸強中將（1982年－1983年）
- 王文燮中將（1983年－1984年）
- 毛夢漪中將（1984年－1987年）
- 殷宗文中將（1987年－1989年）
- 羅吉源中將（1989年－1992年）
- 宋川強中將（1992年－1994年）
- 范宰宇中將（1994年－1996年）
- 龔以敏中將（1996年－1998年）
- 陸華寧中將（1998年－2000年）
- 雷光旦中將（2000年7月1日－2002年2月28日）
- 吳斯懷中將（2002年3月1日－2004年5月31日）
- 王漢基中將（2004年6月1日－2006年2月28日）

### 指揮官
| 任次   | 圖像 | 姓名   | 任期                           |
| ------ | ---- | ------ | ------------------------------ |
| 第1任  |      | 王漢基 | 2006年3月1日－2006年3月31日    |
| 第2任  |      | 李翔宙 | 2006年4月1日－2007年6月30日    |
| 第3任  |      | 孫玦新 | 2007年7月1日－2008年9月30日    |
| 第4任  |      | 傅永茂 | 2008年10月1日－2010年9月30日   |
| 第5任  |      | 何安繼 | 2010年10月1日－2012年3月31日   |
| 第6任  |      | 周皓瑜 | 2012年4月1日－2014年12月31日   |
| 第7任  |      | 姜振中 | 2015年1月1日－2016年5月31日    |
| 第8任  |      | 王興禮 | 2016年6月1日－2017年7月31日    |
| 第9任  |      | 黃金財 | 2017年8月1日－2018年12月15日   |
| 第10任 |      | 呂坤修 | 2018年12月16日－2020年10月31日 |
| 第11任 |      | 劉協慶 | 2020年11月1日－2023年8月31日   |
| 第12任 |      | 郭俊德 | 2023年9月1日－2025年4月30日    |
| 第13任 |      | 陳俊源 | 2025年5月1日－                 |

## 榮譽
- 民國108年陸軍楷模及模範團體殊榮，獲選單位共計有團體三個單位、模範個人兩員。裝騎營營長陳坤逸中校，混合砲兵營營部連連長高丹蕙上尉，混合砲兵營第一連連長王彥彬上尉，指揮部王聯煌士官長，混合砲兵營第一連蔡嘉明士官長。[6]

## 外部連結
- 澎湖裁軍